# Flying Disc Man from Mars
Flying Disc Man from Mars é um seriado estadunidense de 1950, gênero aventura e ficção científica, dirigido por Fred C. Brannon, em 12 capítulos, estrelado por Walter Reed e Lois Collier. Foi produzido e distribuído pela Republic Pictures, e veiculou nos cinemas estadunidenses a partir de 25 de outubro de 1950.[carece de fontes?]
O 56º entre os 66 seriados produzidos pela Republic Pictures, é uma sequência para The Purple Monster Strikes, de 1945. Em 28 de março de 1958, foi lançada uma versão em forma de filme de 75 minutos, sob o título Missile Monsters.

## Sinopse
O invasor marciano Mota pretende conquistar a Terra, pois o planeta Marte está preocupado com seu uso da nova tecnologia nuclear. Eles consideram que seja muito mais seguro e benéfico para ambos, Terra e Marte, que os marcianos estejam no comando. Mota, tendo sido abatido por uma arma experimental de raios, chantageia o cientista estadunidense e antigo nazista Dr Bryant para ajudá-lo, e contrata alguns criminosos como seus capangas. Kent Fowler, o piloto que abateu Mota com a arma de raios do Dr Bryants, se vê envolvido nestes eventos enquanto trabalhava de segurança para instalações atômicas industriais.[carece de fontes?]

## Elenco
- Walter Reed … Kent Fowler, piloto
- Lois Collier … Helen Hall
- Gregory Gaye … Mota, invasor marciano
- James Craven … Dr Bryant, cientista e secretamente nazista
- Harry Lauter … Drake
- Richard Irving … Ryan
- Sandy Sanders … Steve
- Michael Carr … Trent
- Clayton Moore ... Lewis Ashe (cenas de arquivo)

## Produção
Flying Disc Man from Mars foi orçado em $152,640, porém seu custo final foi $157,439, sendo o mais caro seriado da Republic em 1950.
Foi filmado entre 21 de agosto e 12 de setembro de 1950, sob os títulos provisórios Atom Man from Mars, Disc Man from Mars, Disc Men of the Skies, Flying Planet Men e Jet Man from Mars. Foi a produção nº 1709.
Foi uma sequência para o seriado The Purple Monster Strikes, de 1945. O vilão Mota usa o mesmo traje do Purple Monster daquele seriado.

### Efeitos especiais
O disco voador de King of the Mounties, em forma de bumerangue, e que naquele seriado era denominado The Falcon, foi reutilizado neste seriado, e o logotipo japonês é ainda visível em seu lado.
Cenas de arquivo de diversos seraidos anteriores foram reutilizadas, para tornar o seriado mais barato. Isto inclui a quebra do foguete de The Purple Monster Strikes, uma perseguição de carro de Secret Service in Darkest Africa e várias peças de G-Men vs The Black Dragon.
Todos os efeitos especiais foram produzidos pelos Lydecker brothers, a dupla que trabalhava na maioria dos seriados da Republic.

## Lançamento

### Cinema
O lançamento official de Flying Disc Man from Mars é datado de 25 de outubro de 1950, porém essa é a data da disponibilização do 6º capítulo.
Como era costume da Republic na época, o lançamento do seriado foi seguido pelo relançamento do seriado de 1944, The Tiger Woman, reintitulado Perils of the Darkest Jungle, ao invés de um novo seriado. O próximo seriado original da Republic a ser lançado seria Don Daredevil Rides Again, na primavera de 1951.
Uma versão em forma de filme de 75 minutos, criada com as cenas de arquivo, foi lançada em 28 de março de 1958 , sob o novo título Missile Monsters. Foi um dos 14 seriados da Republic a ser transformado em filme.

### Brasil
De acordo com o Diário Oficial da União de 3 de abril de 1952, o seriado foi aprovado pela censura brasileira em 1952, sob o título Mistério do Disco Voador, portanto considera-se essa a data de sua estreia no país.

## Capítulos
1. Menace from Mars (20min)
2. The Volcano's Secret (13min 20s)
3. Death Rides the Stratosphere (13min 20s)
4. Execution by Fire (13min 20s)
5. The Living Projectile (13min 20s)
6. Perilous Mission (13min 20s)
7. Descending Doom (13min 20s)
8. Suicidal Sacrifice (13min 20s)
9. The Funeral Pyre (13min 20s)
10. Weapons of Hate (13min 20s)
11. Disaster on the Highway (13min 20s)
12. Volcanic Vengeance (13min 20s)

Fonte: